# Шугаринг
Шу́гаринг (англ. sugaring; від sugar — «цукор»), також епіляція цукром, карамельна епіляція, перська епіляція — спосіб епіляції, який виконується за допомогою густої цукрової пасти. Пасту розподіляють по ділянці шкіри і видаляють разом з волосинами.

## Історія
Цукрова епіляція — одна з древніх косметологічних процедур, батьківщиною шугарингу вважається Стародавній Єгипет.
У Стародавній Персії шугаринг був досить популярний, бо мати на тілі волосся вважалося непристойним. Тому одна з назв процедури — перська епіляція.
У сучасному світі епіляція стала досить популярною процедурою з середини 80-х років минулого століття.

## Особливості методу

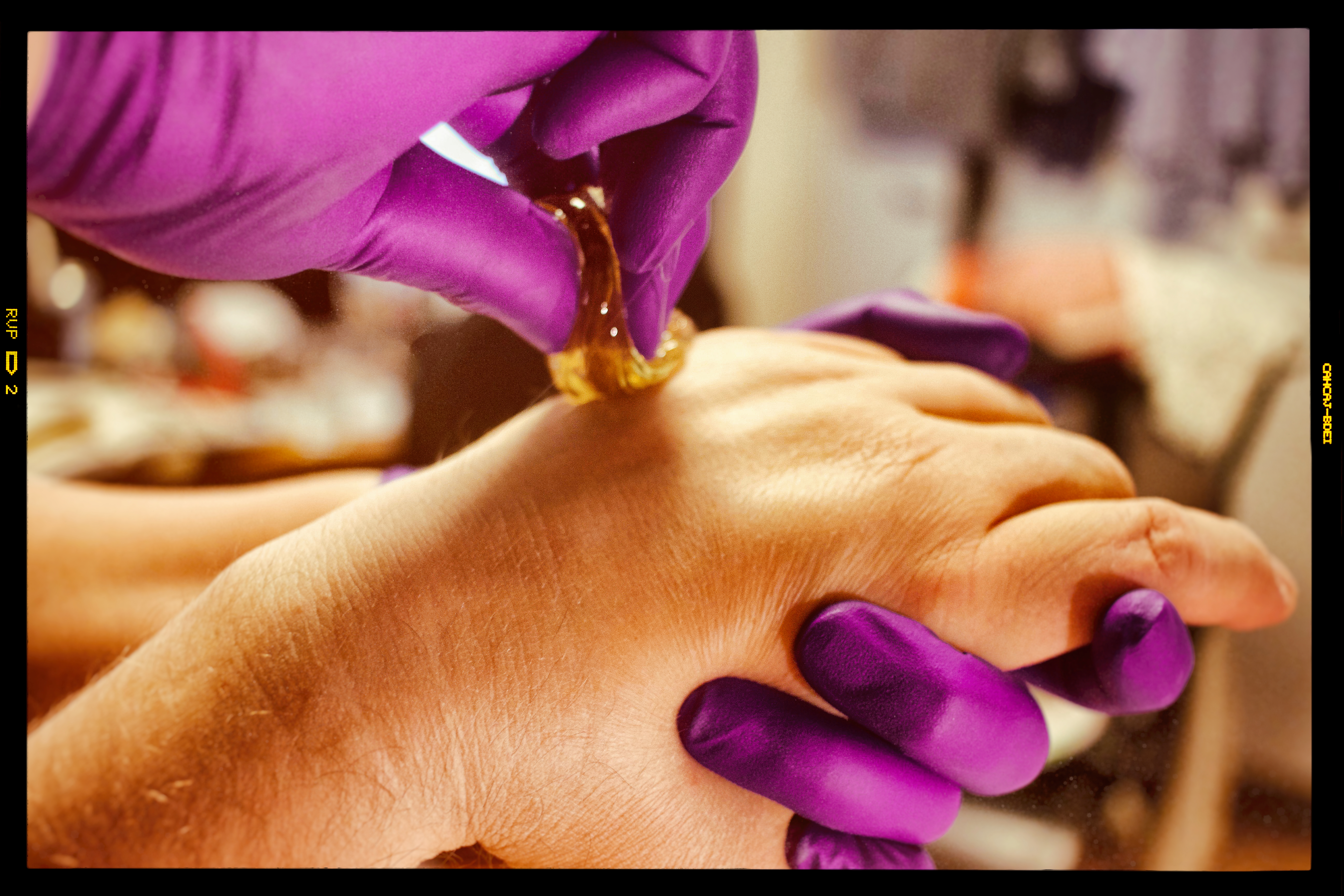
Шугаринг

Шугаринг має ряд особливостей серед інших методів видалення волосся, а саме:
- гіпоалергенність — завдяки натуральному складу ризик алергічних реакцій зведений до мінімуму;
- безпека — за рахунок температури пасти 36-38 градусів, отримати опік або травмувати шкіру при епіляції неможливо;
- додатковий догляд за шкірою — по суті процедура шугарингу крім видалення волосся є ще й механічним пілінгом, бо до цукрової пасти прилипають ороговілі клітини епідермісу  і злущуються в процесі епіляції;
- ефективність — при видаленні волосся шугарингом відбувається механічне травмування фолікула, тому вже після першої процедури волосся починає втрачати пігмент, стає м'якше, рідше і тонше;
- шугаринг можна проводити самостійно.

Шматочок пасти розминають пальцями до потрібної консистенції і розкачують на натягнутій ділянці шкіри, попередньо обробленій тальком, потім різким рухом зривають. Важливою особливістю шугарингу є те, що паста наноситься тільки проти росту волосся, а зривається — по зростанню, на відміну від воскової епіляції, що здатне мінімізувати подальше вростання волосся.

## Приготування пасти

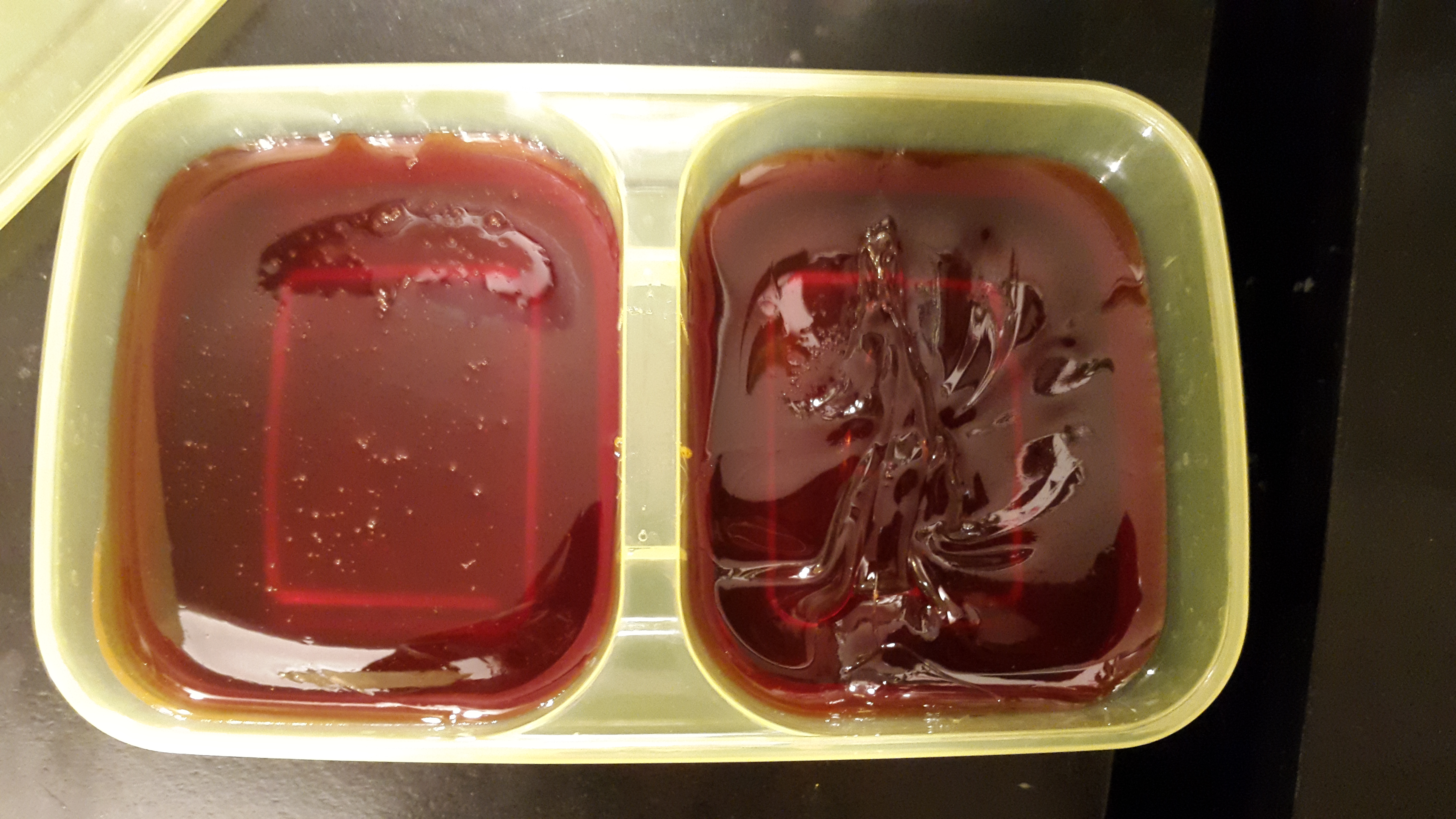
Приготована паста

Паста для шугарингу являє собою тягучу карамель. Колір залежить від пропорції взятих інгредієнтів і може варіюватися від світло-бурштинового до кольору чорного чаю. Важливе значення має її консистенція: паста повинна бути достатньо пластичною, щоб була можливість нанесення на шкіру, але і не дуже в'язкою, щоб не прилипати до рук і легко видалятися з оброблюваної ділянки при відриванні. Існують різні густини цукрових паст, завдяки чому майстер може підібрати матеріал для різного за жорсткістю волосся і гарячих або холодних зон.
Для варіння пасти потрібен цукор з додаванням води і лимонної кислоти (або лимонного соку) в певній пропорції, яка залежить від кількості взятого цукру і умов приготування. Пасту варять на повільному вогні, перевіряючи її готовність, потім залишають остигати до комфортної для шкіри температури.
Приготування пасти в домашніх умовах вимагає часу і певної вправності, тому на сьогоднішній день на ринку існують готові пасти для шугарингу.

## Підготовка до процедури та протипоказання
Щоб процедура шугарингу принесла найкращий результат, необхідно правильно готуватися до неї. Це включає в себе:
- Не користуватися скрабами, що відлущують шкіру, за день до процедури
- Краще не засмагати і не тренуватися до процедури
- Не користуватися кремами або лосьйонами перед процедурою
- Рекомендується НЕ проводити процедуру:
  1. Якщо вживаються антибіотики
  2. Є підозра, що в клієнта на даний момент може бути вірус
  3. Під час місячних, бо пацієнтка може бути більш чутливою

- Регулярно очищати шкіру (але не перед сеансами), тими засобами, які порекомендує ваш косметолог
- Перед першою процедурою шугарингу, припинити гоління або використовувати інші методи видалення волосся за 7-10 днів до процедури

## Протипоказання
1. Алергія на складові: Якщо ви маєте алергічну реакцію на будь-який зі складових шугарингу, таких як цукор, лимонний сік або вода, вам краще утриматися від проведення цієї процедури.
2. Пошкоджена або подразнена шкіра: Якщо у вас є порізи, подразнення, висипання або варикозне розширення вен на тій ділянці, де ви хочете видалити волосся, вам не слід виконувати шугарінг, оскільки це може призвести до більшої травми шкіри.
3. Захворювання шкіри: Якщо у вас є які-небудь захворювання шкіри, такі як екзема, псоріаз або дерматит, краще утриматися від проведення шугарінгу, оскільки це може погіршити стан шкіри та викликати біль.
4. Вагітність: Хоча шугарінг вважається безпечним для більшості жінок, проте вагітні жінки повинні бути обережні, оскільки їхня шкіра стає більш чутливою та вразливою під час вагітності.
5. Загострення захворювань: Якщо у вас є загострення хронічних захворювань, таких як артрит або фіброміалгія, ви можете відчути біль під час шугарінгу, тому краще звернутися до лікаря перед проведенням процедури.

Якщо у вас є які-небудь сумніви щодо можливості виконання шугарінгу, краще звернутися до професійного майстра.